# Інститут права (Литва)
Інститут права (ІП, лит. Teisės institutas) — найбільший науковий юридичний центр Литовської Республіки, науково-дослідна установа, засноване в 1991 році Урядом Литовської Республіки. Інститут прагне координувати реформу судової системи та правоохоронних установ, щоб об'єднати його з економічної і соціальної реорганізації в країні. Засновником інституту є Міністерство юстиції Литовської Республіки. Основні напрямки наукових інтересів інституту є наступні: публічне право (увага до проблем кримінального права, конституційного права і кримінального правосуддя) та кримінологія.

## Функції
Інститут виконує такі функції:
- Проводить прикладні наукові дослідження правової системи;
- Збирає, аналізує, систематизує і надає державним установам правову і кримінологічну інформацію;
- Здійснює правової і кримінологічної експертизи законів та інших правових актів, а також проектів нормативних правових актів.

## Директора
- 1991-1992: Юозас Галгінайтіс
- 1992-2002: Антанас Дапшіс
- 2002-2009: Алгімантас Чяпас
- 2009-2010: Пятрас Рагаускас
- 2010 - Альгімантас Чяпас